# Крочета (Ферара)
Крочета је насеље у Италији у округу Ферара, региону Емилија-Ромања.
Према процени из 2011. у насељу је живело 152 становника. Насеље се налази на надморској висини од 13 м.